# Stazione di Hatchōnawate
La stazione di Hatchōnawate (八丁畷駅?, Hatchōnawate-eki) è una stazione ferroviaria di Kawasaki, città della prefettura di Kanagawa. Si trova nel quartiere di Kawasaki-ku ed è servita dalla linea principale e dalla linea Daishi delle Ferrovie Keikyū. Immediatamente adiacente si trova la stazione di Kawasaki della JR East.

## Linee
Ferrovie Keikyū
● Linea Keikyū principale
 East Japan Railway Company
■ Linea Nambu (diramazione Hama-Kawasaki)

## Struttura
La stazione è utilizzata congiuntamente dalle Ferrovie Keikyū e dalla JR East. L'infrastruttura Keikyū è in superficie, con due binari passanti con due marciapiedi laterali, mentre la linea Nambu possiede un unico binario, con una banchina su viadotto sopra la linea Keikyū.
Stazione Keikyū
| 1 | ● Linea Keikyū principale | per Yokohama, Kami-Ōoka, Uraga e Misaki-Sanguchi               |
| 2 | ● Linea Keikyū principale | per Keikyū Kamata, Haneda Aeroporto, Shinagawa e linea Asakusa |

Stazione JR East
| 1 | ■ Linea Nambu | per Yakō, Noborito e Tachikawa         |
| 1 | ■ Linea Nambu | per Kawasaki-Shinmachi e Hama-Kawasaki |

## Stazioni adiacenti
| «                                       | Servizio                                      | »                       |
| Linea Keikyū principale                 | Linea Keikyū principale                       | Linea Keikyū principale |
| --------------------------------------- | --------------------------------------------- | ----------------------- |
| Keikyū Kawasaki                         | Locale                                        | Tsurumi-ichiba          |
| Transito                                | Espresso Aeroporto                            | Transito                |
| Transito                                | Espresso Limitato                             | Transito                |
| Transito                                | Esp. Lim. Rapido verde Esp. Lim. Rapido viola | Transito                |
| Transito                                | Keikyū Wing                                   | Transito                |
| Linea Nambu (diramazione Hama-Kawasaki) |                                               |                         |
| Shitte                                  | Locale                                        | Kawasaki-Shinmachi      |